# ناتانیل اوینگز
ناتانیل الکساندر اُوینگز (به انگلیسی: Nathaniel A. Owings) زاده ۱۹۰۳ ایندیاناپولیس، معمار آمریکایی قرن بیستم بود. او دانش‌آموخته دانشگاه کرنل و یکی از سه شریک مهم شرکت اسکیدمور، اوینگز و مریل بود.